# Living Free
Pour plus de détails, voir Fiche technique et Distribution.
Living Free est un film britannique réalisé par Jack Couffer, sorti en 1972.

## Fiche technique
- Titre : Living Free
- Réalisation : Jack Couffer
- Scénario : Millard Kaufman d'après le livre de Joy Adamson
- Photographie : Wolfgang Suschitzky
- Montage : Don Deacon
- Musique : Sol Kaplan
- Société de production : Columbia Pictures
- Pays d'origine : Royaume-Uni
- Genre : drame
- Date de sortie : 1972
- Affiche : Jean Mascii (France)

## Distribution
- Nigel Davenport : George Adamson
- Susan Hampshire : Joy Adamson
- Geoffrey Keen : Kendall
- Edward Judd : Game Warden Weaver